# Sick Boy
Singles de The Chainsmokers
Honest
(2017) Everybody Hates Me
(2018)
Sick Boy est un single du duo américain The Chainsmokers sorti le 17 janvier 2018. Le titre est écrit par The Chainsmokers, Tony Ann et Emily Warren, avec une production de The Chainsmokers et Shaun Frank.

## Accueil

### Accueil critique
Madeline Roth de MTV News fait remarquer que la chanson a un son « accrocheur mais sombre de pure pop qui ressemble davantage à Twenty One Pilots que n'importe quel titre de leur premier album Memories...Do Not Open ». Et elle pense que le duo a « abandonné leur romantisme et la mélancolie » de leurs chansons précédentes et a plutôt choisi une approche « résolument plus sombre » en expliquant que la chanson est « fondamentalement le contraire de Selfie ».

## Classement
| Classement (2018)                       | Meilleure position |
| --------------------------------------- | ------------------ |
| Australie (ARIA)                        | 37                 |
| Autriche (Ö3 Austria Top 40)            | 4                  |
| Belgique (Flandre Ultratop 50 Singles)  | 38                 |
| Belgique (Wallonie Ultratop 50 Singles) | 47                 |
| Canada (Hot 100)                        | 29                 |
| Tchéquie (IFPI Rádio)                   | 63                 |
| Danemark (Tracklisten)                  | 14                 |
| Finlande (Suomen virallinen lista)      | 6                  |
| France (SNEP)                           | 185                |
| Allemagne (Media Control AG)            | 16                 |
| Hongrie (Rádiós Top 40)                 | 2                  |
| Italie (FIMI)                           | 61                 |
| Pays-Bas (Nederlandse Top 40)           | 35                 |
| Pays-Bas (Single Top 100)               | 25                 |
| Nouvelle-Zélande (RMNZ)                 | 28                 |
| Norvège (VG-lista)                      | 3                  |
| Écosse (OCC)                            | 65                 |
| Espagne (PROMUSICAE)                    | 88                 |
| Suède (Sverigetopplistan)               | 10                 |
| Suisse (Schweizer Hitparade)            | 36                 |
| Royaume-Uni (UK Singles Chart)          | 38                 |
| États-Unis (Hot 100)                    | 65                 |